# Juana de J. Sarmiento
Juana de Jesús Sarmiento Ariza, meglio conosciuta come Juana de J. Sarmiento (Sabanalarga, 1899 – 1979), è stata una politica e attivista colombiana, riconosciuta per essere stata la prima sindaca eletta di un comune della Colombia..

## Biografia
Sarmiento nacque nel comune di Sabanalarga, dipartimento dell'Atlantico, nel 1899. Iniziò la sua carriera politica partecipando alla creazione e all'organizzazione di Comitati Civici nel comune. Negli anni '30 fondò un'organizzazione femminile chiamata Colombia Democrática, di cui divenne in seguito la presidente. L'istituzione portò alla creazione di fondazioni guidate esclusivamente da donne  nel paese produttore di caffè.
Nel 1935 fu una delle fondatrici della Sociedad de Mejoras Públicas de Sabanalarga. Durante gli anni '40, condusse campagne di attivismo a beneficio del suo comune e dei diritti delle donne e dei diseredati, consolidando la sua carriera politica. Il 15 maggio 1951, Sarmiento divenne la prima sindaca eletta di un comune nell'intera storia della Colombia.
Nel 1955 Sarmiento fu nominata Segretario del Consiglio di amministrazione del comune, dove il suo impegno civivo fu determinante nella costruzione di una casa di cura negli anni '70.
Sarmiento morì il 25 maggio 1979, all'età di 79 anni.